# Kathedraal van Sint-Omaars

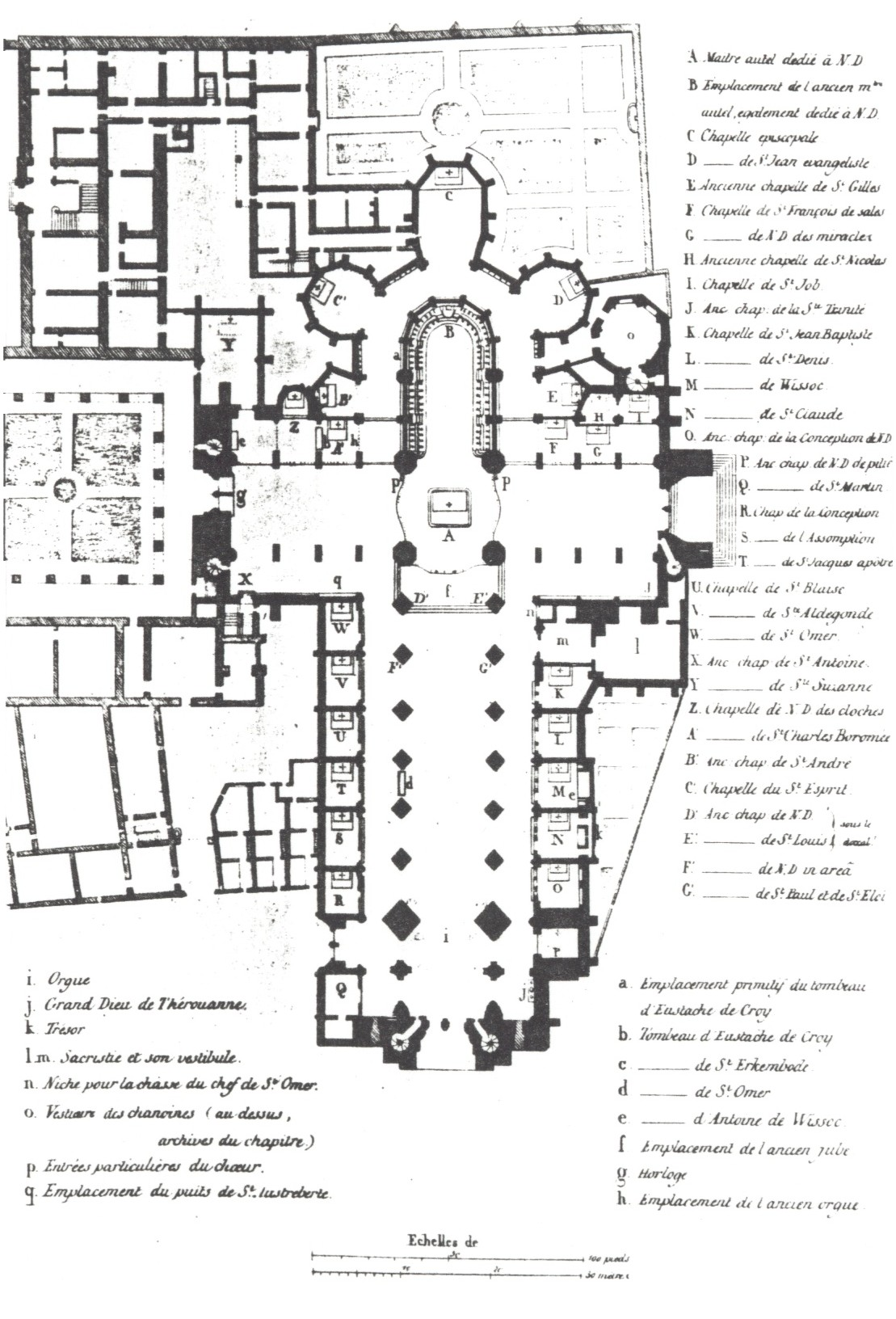
Grondplan in 1789

De Onze-Lieve-Vrouwekathedraal (Cathédrale Notre-Dame) van Sint-Omaars begon als een bescheiden kapel in de 7e eeuw. Later werd het een collegiale kerk en ten slotte in 1561 een van de bekende kathedralen in Vlaanderen en Artesië, na de vernieling van Terwaan, de enige Franse enclave in Artesië, door keizer Karel V.
Sinds de opheffing van het bisdom Sint-Omaars in 1801 is de kathedraal geen bisschopszetel meer. Sint-Omaars ressorteert sindsdien onder het bisdom Atrecht.

## Interieur
In de kerk hangt een kruisafneming van Rubens en er is ook een herdenkingsmonument van de heilige Audomarus of Omaar. Eén van de religieuze trekpleisters is de graftombe van de heilige Erkembodo. Er is eveneens het astronomisch uurwerk dat voor het kapittel werd gebouwd tussen 1555 en 1559, om de machtige Sint-Bertinusabdij met kennis te overtroeven.
Het grote barokorgel is rijk gedecoreerd met standbeelden en sculpturen. Ze zijn het werk van de broers Antoine-Joseph en Jean-Henri Piette. Hun vader Jean Piette was in 1686 van Antwerpen naar Sint-Omaars verhuisd. Op dit orgel zou Rouget de Lisle een oratorium hebben gehoord van kapelmeester Grisons, waarvan met name de melodie hem in 1792 inspireerde bij het schrijven van de Marseillaise.

## Afbeeldingen

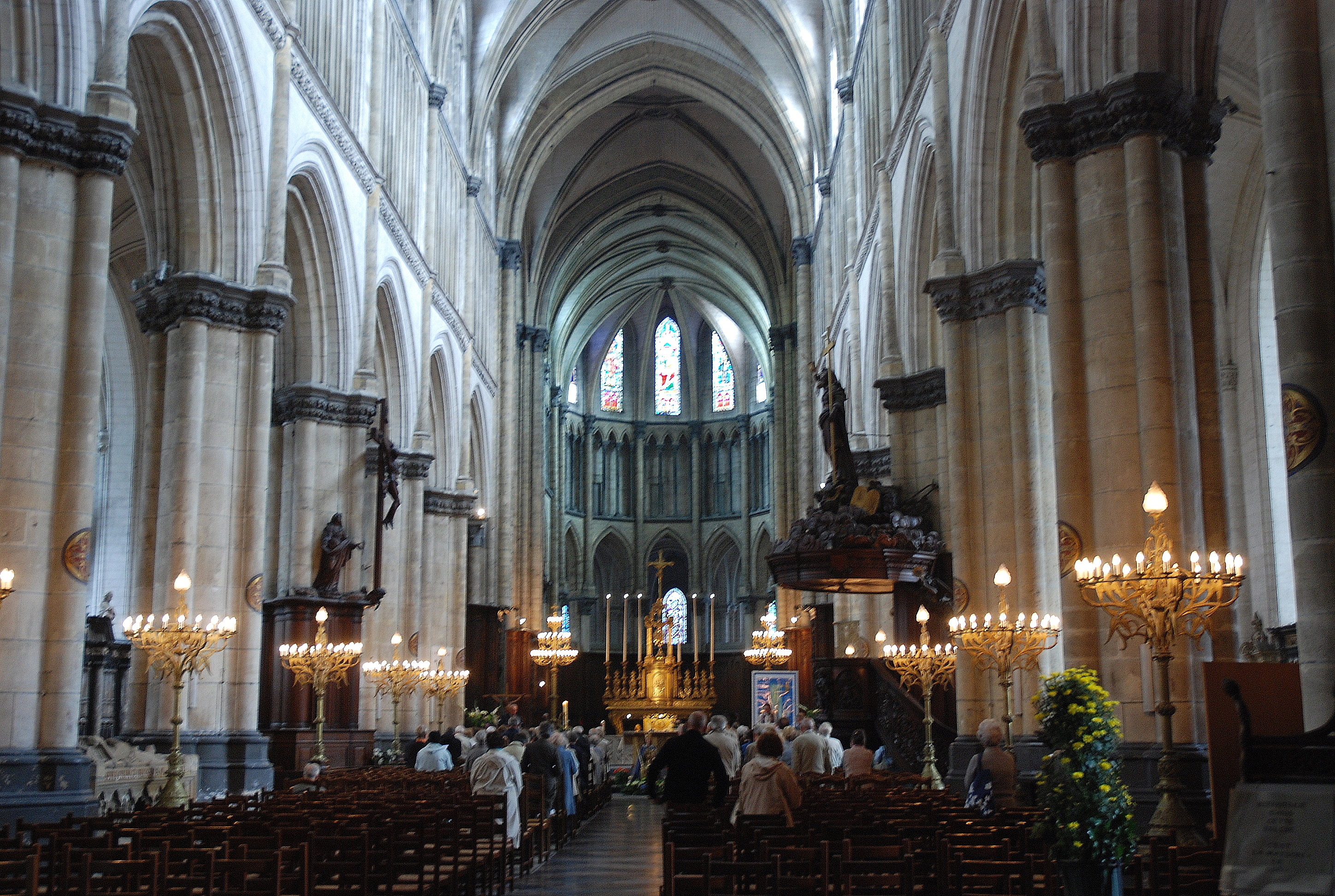
Interieur van de kathedraal
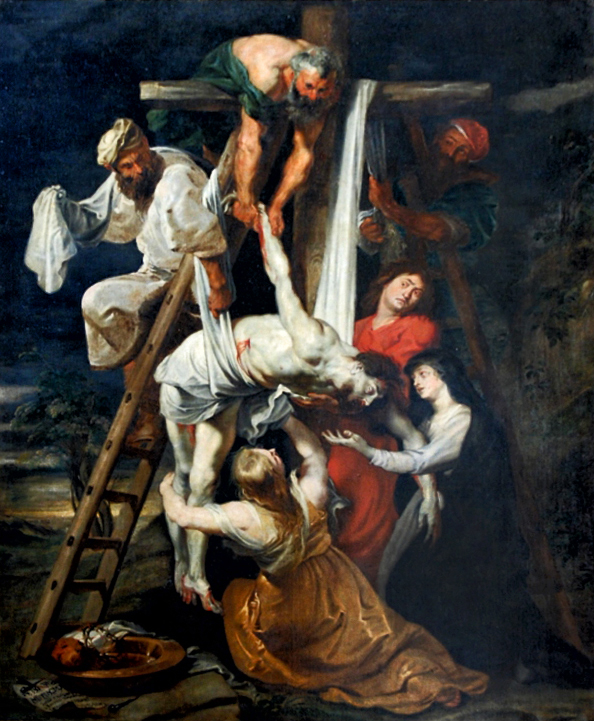
Kruisafneming door Peter Paul Rubens
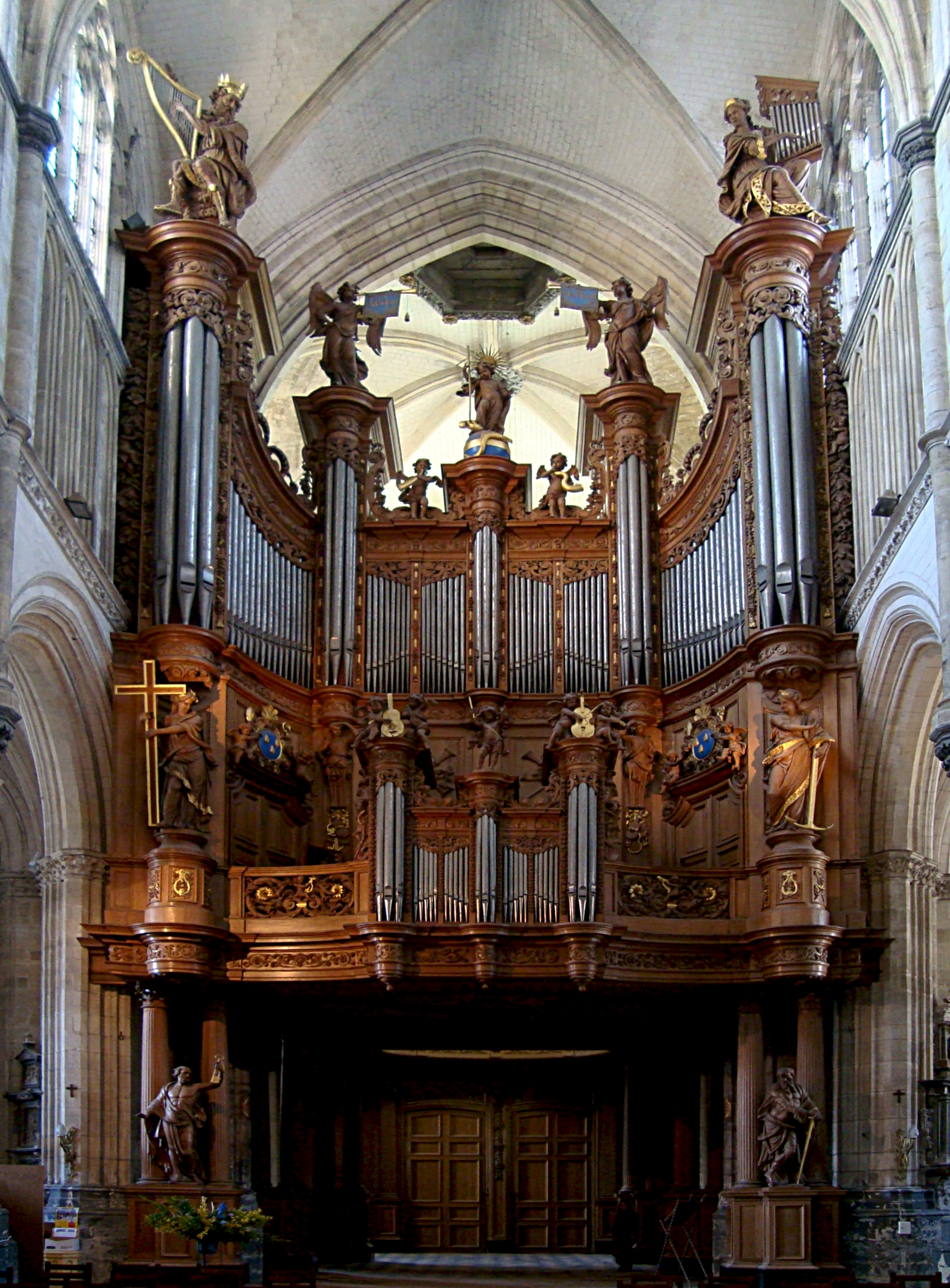
Orgel
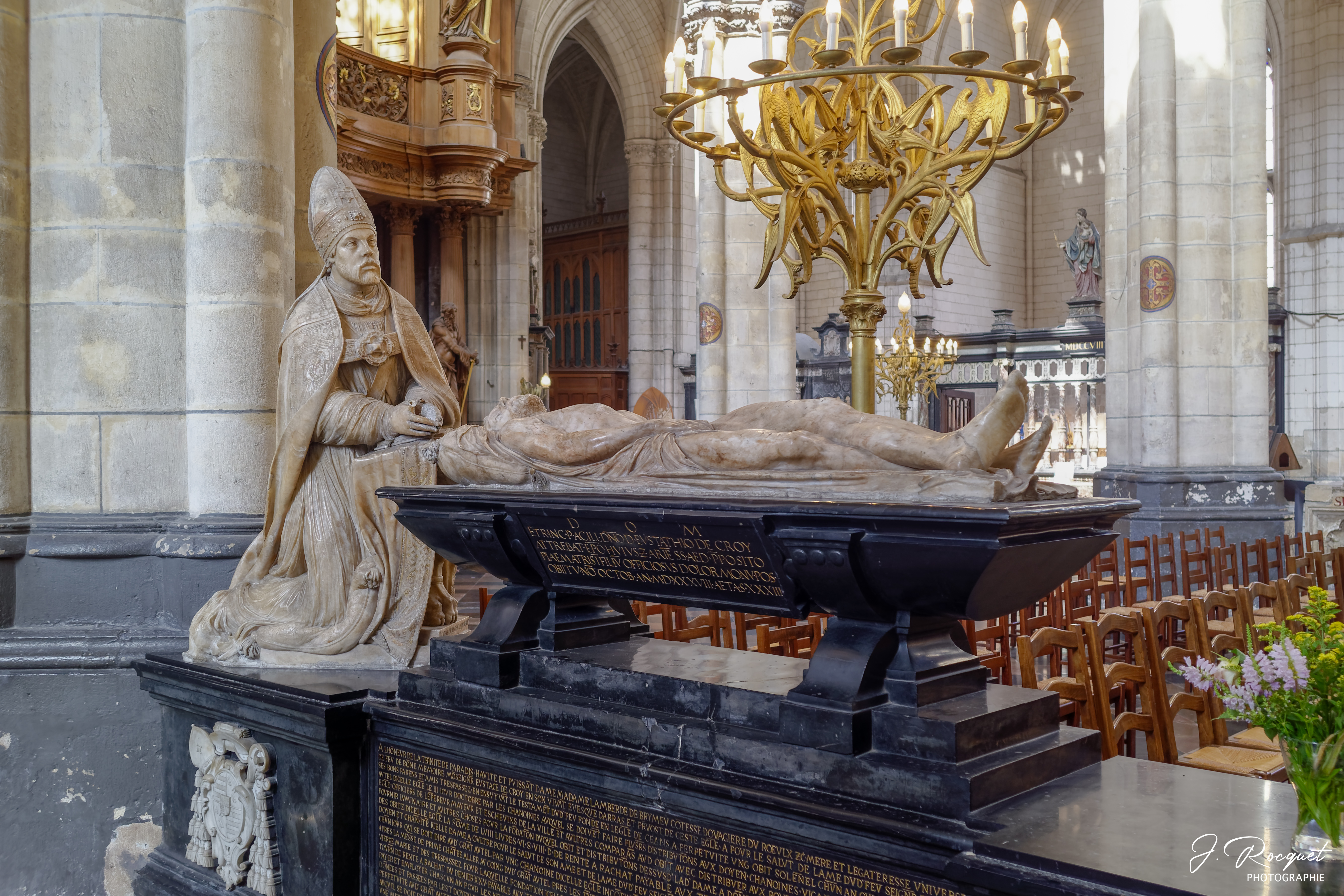
Praalgraf van Eustache de Croÿ